# 10 Anos de É o Tchan
10 Anos de É o Tchan é um álbum ao vivo do grupo musical de pagode baiano É o Tchan!. Foi certificado com disco de platina pela ABPD pelos mais de 50 mil exemplares vendidos no país.

## Faixas
1. Pau Que Nasce Torto / Melô do Tchan
2. A Dança do Bumbum
3. Paquerei
4. Dança da Cordinha
5. Ralando o Tchan (Dança do Ventre)
6. Melô do Tchaco II (Dança Gostosa)
7. Beco do Siri
8. É o Tchan no Havaí
9. Dança do Põe, Põe
10. Pega no Bumbum
11. A Nova Loira do Tchan
12. Disque Tchan (Alô, É Tchan)
13. Arigatchan
14. Quebradeira (Joelhinho, Cabeça)
15. Rebola
16. Tchan na Selva
17. Abra Cadabra
18. Tribotchan
19. Lamba Tchan
20. Fissura

## Vendas e certificações
| País          | Certificação | Vendas  |
| ------------- | ------------ | ------- |
| Brasil - ABPD | Platina      | 50,000+ |